# Eleccions regionals belgues de 1990
Les eleccions regionals belgues de 1990 se celebraren el 28 d'octubre de 1990 per a escollir els representants del parlament de la Comunitat Germanòfona de Bèlgica. Els del Parlament de Flandes i del Parlament de Valònia, no se celebraren fins al 1995. Les del parlament de Brussel·les se celebraren el 1989.

## Parlament de la Comunitat Germanòfona de Bèlgica
| Partit | Partit | Vots   | %      | +/−    | Escons | +/− |
| ------ | ------ | ------ | ------ | ------ | ------ | --- |
|        | CSP    | 13,178 | 33,60% | −3,41% | 8      | −2  |
|        | PFF    | 7,756  | 19,78% | +1,01% | 5      | 0   |
|        | SP     | 6,407  | 16,34% | +3,63% | 4      | +1  |
|        | PDB    | 5,982  | 15,25% | −5,18% | 4      | −1  |
|        | Ecolo  | 5,897  | 15,04% | +8,59% | 4      | +3  |